# Jørgen Bøgh
Pour les articles homonymes, voir Bogh.
Jørgen Bøgh, né le 6 juin 1917 et mort le 26 décembre 1997, est une personnalité politique.